# Шарлотта д’Арманьяк
Шарлотта д’Арманьяк (Charlotte d’Armagnac) (р. 1476, ум. 13 сентября 1504) — графиня Гиза, Пардиака и Иль-Журдена с 1503, титулярная герцогиня Немура.
Дочь казнённого в Париже в 1477 году Жака д’Арманьяка, герцога де Немур, и его жены Луизы Анжуйской.
Жена Шарля де Рогана сеньора де Жье (ум. 1528), брачный контракт заключен 4 января 1504 года. Жениха и невесту венчал епископ Труа Жак Рагье.
С 1500 года вместе с братьями и сёстрами получала от герцога Пьера II де Бурбона ренту за отказ от прав на графство Марш и виконтства Карла и Мюра, ранее принадлежавшие её отцу.
После смерти братьев и сестёр в 1503 году унаследовала графства Гиз, Пардиак и Иль-Журден. Также ей принадлежали сеньории Нувьон-ан-Тьераш, барония Сабле и части бароний Майфенн и Ферте-Бернар. Герцогство Немур отошло королю и в 1508 году было пожаловано Гастону де Фуа, племяннику Людовика XII.
Завещала мужу графства Пардиак и Иль-Журден, виконтство Мартиг, баронию Люнель, сеньории Экс и Айен. Графство Гиз и сеньории Сабле и Нувьон-ан-Тьераш унаследовал Рене II Лотарингский.
Похоронена в церкви аббатства Сен-Круа-дю- Вержье.